# 哈拉和林石

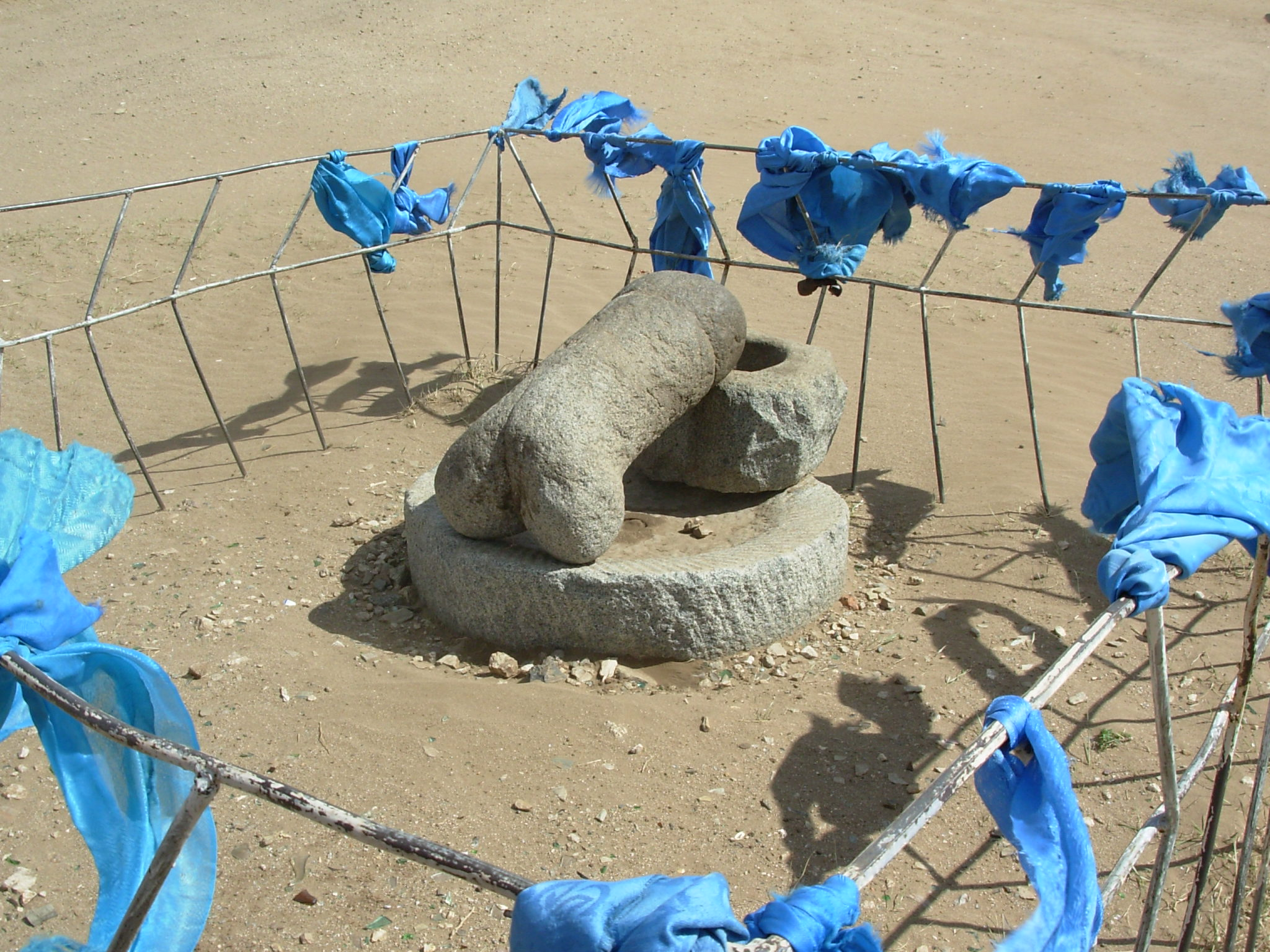
哈拉和林石

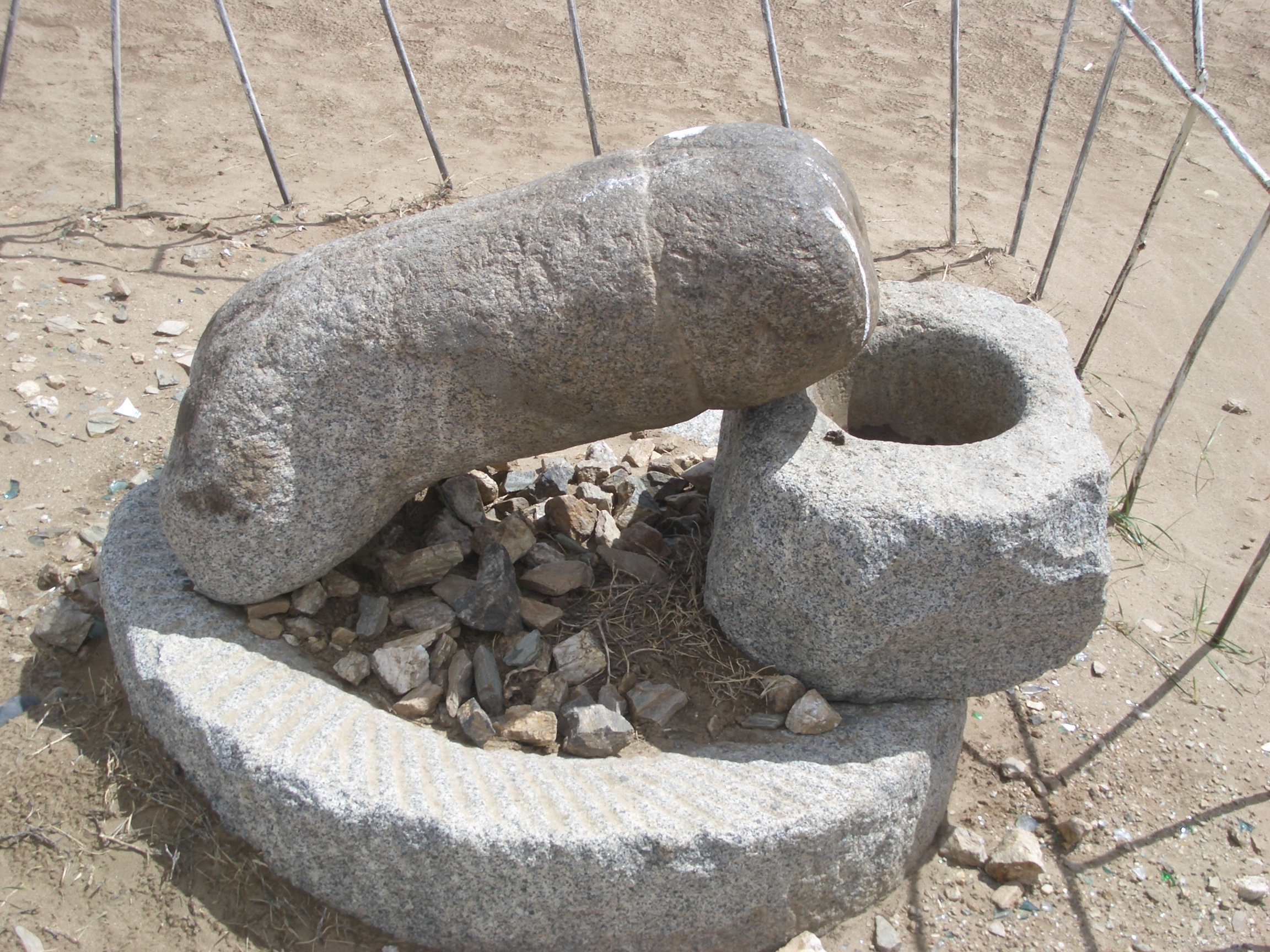
哈拉和林石

哈拉和林石（英語：Kharkhorin Rock，或称Kharkarin Rock），又称“阴茎石”（英語：Phallic Rock），位于蒙古国前杭爱省哈拉和林，靠近额尔德尼召，是草原上的一块巨大的阴茎状的石头。这块石头有多种功能：主要是提醒僧人保持独身生活，另外也是繁殖力和人生的象征。 其长度大约为60厘米。

## 传说
传说，额尔德尼召一位僧人曾发誓要独身，但他原来是个好色之徒。作为惩罚，他被阉割，以提醒他想起自己的独身誓言。作为对额尔德尼召其他僧众的警告，一块岩石被雕刻成阴茎形状，称为“哈拉和林石”，放在距离额尔德尼召不远处，提醒僧众不应沉迷于与当地妇女的任何性行为。

## 位置
《Lonely Planet》称这块大石头“色情地指向一个有趣的所谓‘阴道坡（vaginal slope）’” ，后者隐藏在一个小山谷中，位于额尔德尼召东南方向大约2公里处。流经这片玄武岩区域的河流源自Gyatruu山脉，流向哈拉和林苏木。可以从大路经过一条好走的小路到达哈拉和林石。哈拉和林石可以从起自乌兰巴托的大路上望见， 该石头距离哈拉和林山1公里。许多游客希望参观该石头，许多妇女也来此祈祷能生育子女。
此外，还有四块龟状的石头（龟被视为保护和永恒的象征）标记着额尔德尼召四个方向的界线。这四块石头的背上刻有它们的历史。